# 小滦河

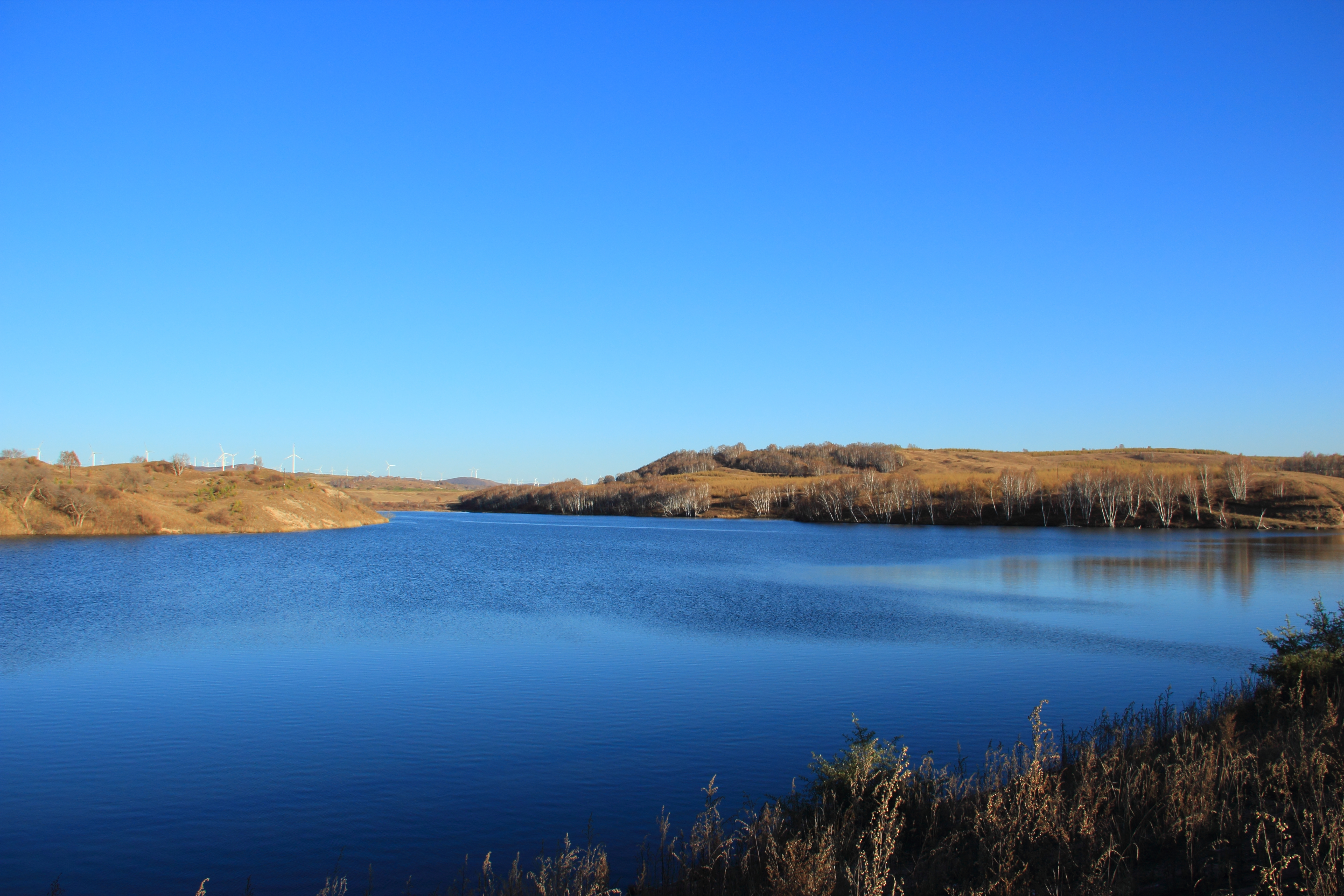
小滦河源流之一双岔河上的双岔河水库风光

小滦河，也称库尔奇勒河，位于中华人民共和国河北省北部，是滦河左岸支流。上源由撅尾巴河和双岔河组成，主源撅尾巴河发源于承德市围场满族蒙古族自治县北部塞罕坝国家森林公园内的陡林子，向西流至河北省塞罕坝机械林场千层板社区西南转南流，于后台子东北与双岔河汇流后干流始称“小滦河”，之后干流向南流经御道口牧场、御道口镇、老窝铺乡、西龙头乡甘沟口村、南山嘴乡等地，而后进入隆化县西北部地区，于隆化县郭家屯镇西屯村东南汇入滦河。河长124千米，流域面积2009.7平方千米，年均径流量1亿立方米。